# Arxiella
Arxiella är ett släkte av svampar. Arxiella ingår i divisionen sporsäcksvampar och riket svampar.